# 562 (numero)
Cinquecentosessantadue (562) è il numero naturale dopo il 561 e prima del 563.

## Proprietà matematiche
- È un numero pari.
- È un numero composto dai seguenti divisori: 1, 2, 281 e 562. Poiché la somma dei suoi divisori (escluso se stesso) è 284 < 562, è un numero difettivo.
- È un numero semiprimo.
- È un numero omirpimes.
- È un numero di Smith nel sistema numerico decimale.
- È un numero intoccabile.
- È un numero palindromo nel sistema di numerazione posizionale a base 13 (343), a base 14 (2C2), a base 17 (1G1) e nel sistema numerico esadecimale.
- È un numero poligonale centrale.
- È parte delle terne pitagoriche (320, 462, 562), (562, 78960, 78962).

## Astronomia
- 562 Salome è un asteroide della fascia principale del sistema solare.
- NGC 562 è una galassia spirale della costellazione di Andromeda.

## Astronautica
- Cosmos 562 è un satellite artificiale russo.